# Ramones (Album)
Ramones ist das Debütalbum der gleichnamigen US-Punk-Band Ramones. Es erschien erstmals am 23. April 1976 auf dem Label Sire Records.
Mit seinen schnellen, minimalistischen Musikstücken gilt es als wegweisend für die Entwicklung der Musikrichtung Punkrock. Mit ihrem Debütalbum etablierte die Band Ramones ihren Ruf als eine prototypische „Drei-Akkorde-Garagenband“ mit in hohem Tempo gespielten, ironischen, einfach gebauten Songs. Als das Album veröffentlicht wurde, reagierte die Mehrheit der Kritiker mit Ablehnung oder Unverständnis. Erst seit den späten 1990er Jahren wurde dessen musikalische Bedeutung anerkannt. 2001 wurde das Album von der Plattenfirma Rhino Records nachbearbeitet (remastered) sowie zusätzlich mit frühen Demo-Aufnahmen der Band versehen und auf CD wiederveröffentlicht. Seitdem wurde das Album Ramones mehrfach mit hohen Platzierungen in Bestenlisten der Musikpresse ausgezeichnet.

## Entstehungsgeschichte

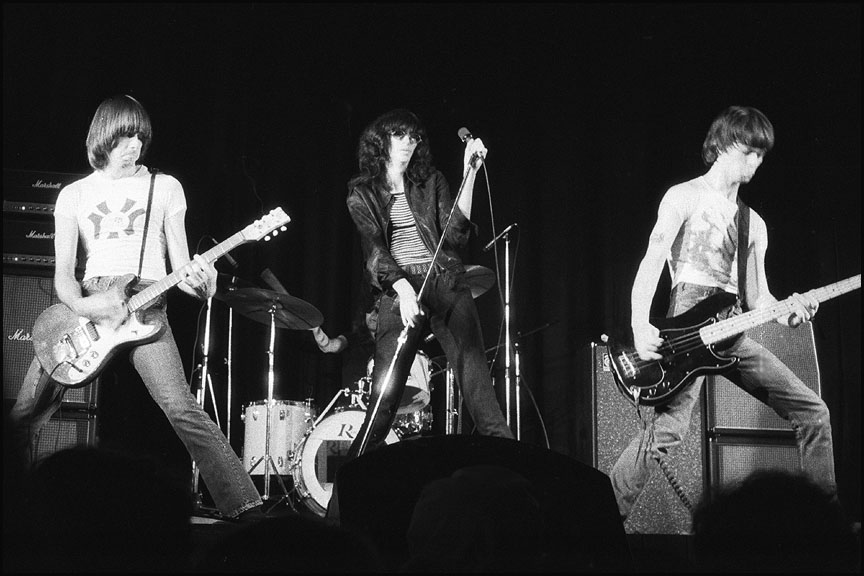
Die Band Ramones bei einem Live-Auftritt in Toronto, am 24. oder 25. September 1976. Von links nach rechts: Johnny, Tommy (im Hintergrund), Joey und Dee Dee Ramone

### Vorgeschichte
Seit 1974 hatte sich die Band Ramones in New York City durch regelmäßige Live-Auftritte, hauptsächlich im Rock-Club CBGB und im Performance Studio von Schlagzeuger Tommy Ramone und dem Tour Manager der Gruppe, Monte Melnick, einen Namen erspielt. Die Gruppe hatte lobende Kritiken in der lokalen Presse erhalten; unter anderem in SoHo Weekly News, Trouser Press, New York Rocker und The Village Voice. Außerdem hatten seit einem vom CBGB veranstalteten Rock-Festival im Juli 1975 britische Musikmagazine wie der New Musical Express positiv über die New Yorker Underground-Musikszene und besonders über die Band Ramones berichtet. Die Konzerte der Band waren bereits öfter von A&R-Angestellten verschiedener Plattenfirmen besucht worden, die sich jedoch durchgehend unschlüssig darüber zeigten, ob es möglich sei, die Musik der Band Ramones im Studio aufzunehmen.
Gegen Ende des Jahres 1974 verfügte die Band Ramones bereits über erste Demo-Studioaufnahmen mit fünfzehn eigenen Stücken, die von Tommy Ramone in einem Studio in Long Island aufgenommen und produziert worden waren. Die Demoaufnahmen kosteten die Gruppe etwa 1000 US-Dollar.
Im Februar 1975 gelang es Tommy Ramone, den als Kolumnist für das Musikmagazin Creem tätigen Danny Fields zum Besuch eines Ramones-Live-Konzertes zu bewegen. Fields war ein erfahrener Angehöriger der Musikbranche; er hatte als Angestellter einer Plattenfirma die Doors betreut und war Manager der Bands The Stooges und MC5 gewesen. Fields urteilte rückblickend: „Tommy Ramone war hartnäckig. […] Er warb für seine Band mit einem Einsatz, der erstaunlich war.“ Bereits bei seinem ersten Besuch eines Ramones-Auftritts im CBGB entschied sich Fields dafür, Manager der Gruppe zu werden. Die Band stimmte zu – unter der Bedingung, dass er ein neues Schlagzeug-Set finanziere. Einige Monate später konnte Fields beim Plattenlabel Sire Records für den 23. Juni 1975 ein Vorspielen der Band Ramones arrangieren.
Sire Records war Mitte der 1970er Jahre eine kleine Plattenfirma mit Sitz in New York, geführt von Seymour Stein und Richard Gottehrer. Das Label hatte in erster Linie als „progressiv“ geltende Bands aus Europa unter Vertrag. Nachdem die Band bei Gottehrer vorgespielt hatte, bot Sire der Band spontan einen Vertrag über die Veröffentlichung einer Single mit ihrem Stück You’re Gonna Kill that Girl an. Die Gruppe und ihr Manager Fields lehnten das Angebot ab, da sie ein Album herausbringen wollten. An den auf das Vorspielen bei Sire folgenden beiden Tagen spielte die Band Ramones bei den Plattenfirmen Blue Sky und Arista Records vor, um zu einem Plattenvertrag zu kommen.
Am 19. September 1975 nahm die Band in den New Yorker 914 Studios ein zweites Demo-Band mit zwei weiteren Stücken auf, Judy Is a Punk und I Wanna Be Your Boyfriend. Diese Aufnahmen, produziert vom ehemaligen Manager der New York Dolls, Marty Thau, wurden nicht nachträglich bearbeitet, da die Band eine möglichst genaue Reproduktion ihres Live-Sounds wünschte. Die Demobänder versandten Thau und Danny Fields an verschiedene Plattenfirmen, um der Gruppe einen Vertrag für die Veröffentlichung eines Albums zu verschaffen. Alle angeschriebenen Firmen schickten die Tonbänder nach kürzester Zeit zurück; die unregelmäßigen Spuren des Zurückspulens deuteten darauf hin, dass sich dort niemand die Mühe gemacht hatte, mehr als die ersten 30 Sekunden der Aufnahmen anzuhören. Auf Nachfrage nach dem Grund für die Absage antwortete der Konzern Warner Brothers mit der Begründung, die Musik der Gruppe klinge wie „bad Zeppelin“.
Trotz der Absage der Band Ramones im Juni 1975 hatte Sire nicht das Interesse an der Band verloren, da Seymour Stein von deren Hit-Potenzial überzeugt war. Dazu trug die Fürsprache von Craig Leon, A&R-Angestellter und Produzent bei Sire bei, dem die Band zuvor bereits mehrfach durch ihre Live-Auftritte im CBGB positiv aufgefallen war. Nach dem Erhalt der neuen Demoaufnahmen, halbjährigen Verhandlungen, geführt von Tommy Ramone, und nach dem Ausscheiden Gottehrers bei Sire wurde die Band Ramones schließlich im Januar 1976 von Sire Records unter Vertrag genommen und erhielt vom Label einen Vorschuss von 20.000 US $. Vom Vorschuss sollten Aufnahme und Produktion ihres Debütalbums finanziert werden sowie der Kauf von neuen Instrumenten und einer PA-Lautsprecheranlage für Live-Auftritte. Als Produzent für das Album wurde Craig Leon verpflichtet; Schlagzeuger Tommy Ramone wurde aufgrund seiner Tonstudio-Erfahrung Produktionsassistent (Associate Producer) – unter seinem bürgerlichen Namen T. (Tamás) Erdélyi.

### Studioarbeit
Als die Gruppe am 2. Februar 1976 zum ersten Mal ins Studio ging, um ein Album aufzunehmen, spielte sie seit zwei Jahren zusammen. Sie hatte fast 80 Live-Auftritte absolviert, verfügte über ein Repertoire von etwa dreißig eigenen Stücken und hatte ihren eigenen Stil und Klang entwickelt. Zitat Danny Fields: „Die Herangehensweise stand längst fest, das Album machte nur noch die Aussage.“
Die Aufnahmen zum Album fanden auf Veranlassung von Sire Records in den Plaza Sound Studios in Manhattan statt; ein Studiokomplex im achten Stock des Gebäudes der New Yorker Radio City Music Hall. Das Studio war in den 1930er Jahren für Radiosendungen von Sinfonieorchestern und Big Bands eingerichtet worden und wurde darüber hinaus von der Revue-Tanzgruppe The Rockettes für Proben verwendet. Dort befand sich die Wurlitzer-Kinoorgel, die Produzent Leon bei der Aufnahme des Stücks Let’s Dance spielte. Leon beschrieb die Ausmaße des Studiokomplexes als riesig und verglich sie mit der Größe der Abbey Road Studios der EMI in London. Tommy Ramone bestätigte die für die Band ungewohnten Ausmaße der Räumlichkeiten. Durch seine Doppelrolle als Schlagzeuger und Produktionsassistent stand er vor besonderen Kommunikationsproblemen, da seine Schlagzeugkabine durch drei dazwischenliegende Räume abseits vom Kontrollraum mit Mischpult und Aufnahmegeräten lag. Für alle vier Bandmitglieder ungewohnt war die von Craig Leon angeregte Prozedur der Aufnahme in einzeln nach Instrumenten getrennten Räumen, die eine Kommunikation der Musiker nur ohne Sichtkontakt und über Kopfhörer und Mikrofone erlaubte. Zitat Tommy Ramone:
“We decided to go for separation. Johnny and his guitar were in the Rockettes’ rehearsal room. Dee Dee and his bass were in another big room and I was in the radio announcers’ room or whatever it was. I had to run across a football-field-size room to get to the control room. That hindered communication.”
(deutsch: „Wir entschieden uns fürs Auftrennen. Johnny und seine Gitarre waren im Probenraum der Rockettes. Dee Dee und sein Bass waren in einem anderen großen Raum, und ich war im Raum des Radio-Ansagers – oder was auch immer das war. Ich musste durch einen Raum von der Größe eines Football-Feldes rennen, um zum Kontrollraum zu kommen. Das hat die Kommunikation behindert.“)
Das komplette Album Ramones entstand in nur 17 Tagen im Februar 1976, wovon lediglich zwei Tage für das Aufnehmen der Instrumente und weitere zwei für Gesang und Overdubs benötigt wurden. Um teure Studiozeit zu sparen verzichteten die Bandmitglieder darauf, die von ihnen eingespielten Tonspuren unmittelbar nach der Aufnahme zur Kontrolle anzuhören und verließen sich auf das Urteil der Toningenieure. Die Abmischung der Aufnahmen fand anschließend in einer 14-stündigen „Marathon-Sitzung“ statt, so dass die Studioarbeit der Bandmitglieder nicht mehr als insgesamt fünf Tage in Anspruch nahm. Im Studio nahm die Band Ramones die Stücke des Albums in der Reihenfolge ihrer Entstehung auf; ein Verfahren, das die Band bei den folgenden beiden Alben beibehalten sollte. Zitat des Gitarristen Johnny Ramone zur Studioarbeit am Album:
“We already had 30 to 35 songs, and we recorded them in the chronological order that we wrote them.”
(deutsch: „Wir hatten bereits 30 bis 35 Stücke, und wir nahmen sie in der chronologischen Reihenfolge auf, in der wir sie geschrieben hatten.“)
Produktion und Abmischung des Albums stellen laut Produzent Craig Leon eine Reminiszenz an Studioaufnahmen der Beatles aus den frühen 1960er Jahren mit einfachen Vierspur-Aufnahmegeräten dar. Die Gitarren sind nach Stereokanälen getrennt zu hören – E-Bass auf dem linken, Rhythmusgitarre auf dem rechten Kanal; Schlagzeug und Gesang sind im Stereomix mittig abgemischt. Bei der Abmischung der Aufnahmen wurden außerdem modernere Verfahren wie Overdubs und Verdoppelung der Gesangsspur eingesetzt. Die für ihre Zeit sehr niedrig ausfallenden Produktionskosten des Albums betrugen nur etwa 6400 US $. Seymour Stein besuchte die Band an ihrem ersten Studiotag etwa drei Stunden nach Beginn der Aufnahmearbeiten, um sich nach den Fortschritten zu erkundigen. Johnny Ramone, noch unerfahren in Studioaufnahmen und für seine Ungeduld bekannt, antwortete: „Es läuft nicht so gut, wir haben erst sieben Stücke fertig.“ Überliefert dazu ist ein Kommentar Steins:
“If everybody was like them, record companies would have no worries.”
(deutsch: „Wenn alle [Bands] so wären, hätten Plattenfirmen keine Sorgen.“)

### Grafische Gestaltung
Das Schwarzweißfoto auf der Vorderseite der Albumhülle stammt von der New Yorker Fotografin Roberta Bayley, die sich mit zahlreichen Aufnahmen von der lokalen Punkszene in der zweiten Hälfte der 1970er Jahre einen Namen machte. Zuvor hatte die Plattenfirma Sire bereits einen anderen Fotografen für ein Honorar von 2000 US $ Fotos anfertigen lassen, war jedoch mit dessen Arbeitsergebnissen unzufrieden gewesen. Bayley hatte ihre Schwarzweißfotos zunächst für einen Artikel im New Yorker Punk Magazine aufgenommen als Sire ihr anbot, die Rechte an einem der Fotos für die Albenhülle aufzukaufen. Das Honorar der Fotografin für die Rechte am ausgewählten Foto betrug 125 US $.
Die Positur der Band Ramones auf dem Foto für ihr Debütalbum prägte den Stil für die Gestaltung mehrerer ihrer Albumhüllen sowie für viele andere Fotos der Band. Die vier Bandmitglieder stehen aufrecht nebeneinander (hier vor einer Backsteinmauer) und blicken mit ausdruckslosen Gesichtern in die Kamera. Die Fotoaufnahmen für den Albumtitel entstanden auf einem brachliegenden Grundstück an der E. 1st Street im New Yorker East Village, in der Nähe des Musikclubs CBGB, in dem die Band Ramones zu dieser Zeit regelmäßig auftrat.
Das Foto auf der Hüllenrückseite zeigt eine Gürtelschnalle mit US-Adler und wurde vom Ramones-Freund, -Grafiker und späterem Lichtregisseur Arturo Vega in einem Passbildautomaten angefertigt. Ebenfalls von Vega stammt der Ramones-Schriftzug in Großbuchstaben in der in den USA verbreiteten Schrifttype Franklin Gothic Bold, der bis einschließlich deren Album End of the Century das alleinige Bandlogo darstellte.

## Rezeption und Kritiken
Aufgrund seiner Neuartigkeit hinsichtlich Musikstil und Aussage – minimalistische, sehr kurze Stücke, in hohem Tempo gespielt, kombiniert mit humorvollen Texten – wurde das Debütalbum der Band Ramones von Presse und Radio-Disc-Jockeys und Musikkonsumenten mit sehr gemischten Reaktionen aufgenommen, von denen viele negativ ausfielen: „[Das Album] ,The [sic] Ramones‘ klingt heute lächerlich simpel, damals war die Platte brutal und entzweite die Gemüter.“
Eine der positivsten Rezensionen stammt vom US-Musikjournalisten Robert Christgau, der dem Album in seiner Kritik im Magazin The Village Voice die Bestnote „A“ verlieh und dazu schrieb, das Album „pustet alles andere aus dem Radio. […] Einfach perfekt, ein kleiner Klassiker.“ Ebenfalls positiv fiel das Urteil des US-Musikmagazins Rolling Stone aus. In der 1976er Juli-Ausgabe der Zeitschrift lobte Rezensent Paul Nelson die Band Ramones als „authentische amerikanische Primitive, deren Werk gehört werden muss, um verstanden zu werden.“ Er gab seiner Hoffnung Ausdruck, dass „diese Typen mehr Alben verkaufen [werden] als Elton John Pennies hat“.
Der Radio-DJ Vin Scelsa vom US-Sender WNEW-FM zählte zu den ersten, die das Album in ihrer Sendung auflegten: „Ich war einer dieser alten Hippie-DJs. […] Ich war scharf drauf, die Ramones zu hören. Also legte ich die Platte auf, spielte Blitzkrieg Bop, und das Stück ging ohne Pause ins nächste über, und dann sofort in den dritten Song. […] Ich nahm die Platte mittendrin vom Teller und warf sie quer durch den Raum.“ „Ich sagte übers Mikrofon: ‚Was soll dieser Müll? Was soll dieser Krach?‘“ Scelsa revidierte einige Tage später allerdings sein Urteil: „Ich sagte, ich hätte bei den Ramones total falsch gelegen. Dies ist eine großartige neue, revolutionäre Rockband.“ Sein britischer DJ-Kollege John Peel war sich zunächst unsicher, ob er das Album in seiner Sendung spielen solle: „Ich hatte seit Little Richard noch nicht wieder soetwas Barsches und Angriffslustiges gehört, […] es war so beängstigend und verrückt.“
Der spätere Ramones-Produzent und -Studiogitarrist Daniel Rey hörte das Album Ramones zum ersten Mal im Alter von fünfzehn Jahren: „[…] als wir das Album das erste Mal anhörten, konnten wir nicht mehr aufhören zu lachen – es war so schnell und es gab keine Gitarrensoli. […] Bereits in der Woche darauf konnten wir nichts anderes mehr anhören.“ „Es machte die Hälfte unserer Plattensammlungen obsolet.“
Im britischen Magazin New Musical Express (NME) schrieb Kritiker Nick Kent in seiner positiven Rezension, das Album Ramones sei „eine Lektion darin, wie man erfolgreich Hard Rock aufnimmt“, um zu ergänzen: „Die Ramones sagen nicht viel. […] Aber sie rocken mit Vehemenz.“ Sein NME-Kollege Max Bell kam zu einem völlig anderen Urteil: „Die Ramones sind eher ein Witz als eine Rockband. […] Ihre Ausstrahlung ist vollkommen negativ, basierend auf ihrer Unfähigkeit und Gleichgültigkeit.“ In der britischen Musikzeitschrift Melody Maker bezeichnete Musikjournalist Allan Jones die Musik der Band Ramones als „grimmig zurückgeblieben“ und „mit bornierter Betonung auf gewaltsam ausgedrücktem Nihilismus“. Ein Kritiker beschrieb das Album mit den Worten „Der Klang von 10.000 Toilettenspülungen“. Dem britischen Autor Jon Savage zufolge „beschleunigte […] das erste Album der Ramones eine ganze Generation englischer Musiker. Der Konkurrenzdruck, Punkbands zu gründen, nahm zu.“
Die gemischten Reaktionen auf das Album Ramones veranlassten das New Yorker Magazin Trouser Press zu dem Jahre später veröffentlichten Fazit: „Wie alle kulturellen Wasserscheiden wurde Ramones [anfangs] von wenigen Hellsichtigen verehrt und von der ahnungslosen Mehrheit als schlechter Witz abgetan. Jetzt ist es [das Album] unzweifelhaft ein Klassiker.“ Schlagzeuger und Koproduzent Tommy Ramone beurteilte das Album im Jahr 2011, 35 Jahre nach dessen Erstveröffentlichung, als „[…] vollkommen einzigartig im Klang.“ und bezeichnete es als „auf seltsame Art und Weise ein Lo-Fi-Kunstwerk.“

## Erfolge und Auszeichnungen
Das Album Ramones erhielt erst Jahre nach seiner Erstveröffentlichung gesteigerte Aufmerksamkeit und Anerkennung. Im Erscheinungsjahr 1976 hatte das Album mit etwa 6000 verkauften Einheiten lediglich Platz 111 in den US-Billboard-Charts erreicht. Erst im Jahr 1992 zählte das US-Musikmagazin Rolling Stone die Gestaltung der Hülle von Ramones zu den „100 Besten Plattenhüllen“ (100 Greatest Album Covers) in der Rockmusik.
Doch erst seit Beginn des 21. Jahrhunderts, etwa 25 Jahre nach seinem Erscheinen und Jahre nach Auflösung der Gruppe Ramones, wurde die Bedeutung des Albums für die Entwicklung der Musikrichtung Punkrock von der Musikpresse und der Musikindustrie gewürdigt. Seitdem wurde Ramones mehrfach ausgezeichnet. Den Anfang machte im Jahr 2001 das US-Musikmagazin Spin in seinem Themenheft 25 Years of Punk mit einer Liste The 50 Most Essential Punk Records. Das Album Ramones steht dort auf Platz 1. Im Jahr 2003 publizierte das Rolling Stone Magazine erstmals seine Liste der „500 besten Alben aller Zeiten“. Darin steht das Album Ramones auf Platz 33.
Seit dem Jahr 2004 führt das Rolling Stone Magazine das Eröffnungsstück des Albums, Blitzkrieg Bop, auf Platz 92 in seiner Liste der „500 besten Songs aller Zeiten“. Außerdem steht der Song auf Platz 18 der Liste „die 100 besten Gitarrenstücke aller Zeiten“ (The 100 Greatest Guitar Songs of All Time) des Magazins. Im Jahr 2005 nahm das englische Musikmagazin Mojo das Stück Blitzkrieg Bop in seine Liste der „50 besten US-Punk-Stücke“ (50 Greatest US Punk Tracks) auf.
Im Jahr 2012 wurde das Album Ramones in das National Recording Registry der US-amerikanischen Library of Congress aufgenommen. Es steht bei den Eingängen aus demselben Jahr auf Platz 21.

## Die Musikstücke des Albums
Die Reihenfolge der 14 Lieder auf dem Album Ramones wurde von der Band und dem Produzenten Craig Leon unter dem Aspekt ausgewählt, die Dramaturgie eines Live-Konzerts der Band Ramones so weit wie unter Studiobedingungen möglich wiederzugeben. Dabei spiegeln die Liedtexte der ersten vier Kompositionen bereits die ganze Palette der Themen des Albums wider – sarkastischer Humor, Gewaltdarstellungen – oder zumindest deren Andeutung –, satirische Betrachtungen des American Way of Life sowie romantische Liebeslieder. Manche Kritiker betrachten diese ersten vier Stücke daher als „Mini-Album im Album“.

### Blitzkrieg Bop

Vereinfachter Ausschnitt aus Blitzkrieg Bop

Titel und Text des Eröffnungsstücks des ersten Ramones-Albums, Blitzkrieg Bop, spielen ironisch mit dem Wort Blitzkrieg – die Bezeichnung für einen kriegerischen Überraschungsangriff mit allen verfügbaren militärischen Kräften, – das bereits in den dreißiger Jahren des Zwanzigsten Jahrhunderts als deutsches Lehnwort in die englische Sprache übernommen worden war (Germanismus). Das Wort Blitzkrieg wird im Liedtext der Band nicht im eigentlichen militärischen Sinne verwendet, sondern auf eine nicht näher benannte Jugendkultur (“the kids”) übertragen, die „zum Hintergrundrhythmus pulsiert“ (“pulsating to the back beat”). Das Substantiv Bop hat in der US-amerikanischen Umgangssprache (Slang) sowohl die Bedeutungen „Schlag“, „Kollision“ und „Droge in Pillenform“ als auch einen Bezug auf die in den 1940er Jahren im Gegenzug zu der zur damaligen Zeit etablierten Musikrichtung Swing entstandenen Jazz-Stilrichtung Bebop.
Blitzkrieg Bop ist eine Kooperation des Schlagzeugers Tommy Ramone mit dem in Deutschland aufgewachsenen Bassisten Dee Dee Ramone. Die Komposition wurde von Tommy Ramone unter dem Arbeitstitel Animal Hop begonnen, da die Bandmitglieder zu Beginn ihrer Karriere der Überzeugung waren, eine „Cheerleader-Nummer“ wie das Stück Saturday Night der Bay City Rollers im Repertoire haben zu müssen. Dee Dee Ramone änderte den Titel später gegen den Widerstand des Schlagzeugers in Blitzkrieg Bop um, und die Zeile “they’re shouting in the back now” (deutsch: „Jetzt rufen sie im Hintergrund“) wurde zu einem dem geänderten Titel angemesseneren “shoot ‘em in the back now” („Jetzt schießt ihnen in den Rücken“) umformuliert. Die vom Bassisten eingebrachten Änderungen wurden von Tommy Ramone, selbst jüdischer Herkunft, noch Jahrzehnte später mit dem Vorwurf kritisiert: „Er wollte das Nazi-Ding machen, damit es [das Lied] niemals im Radio gespielt werden würde!“
Das Lied Blitzkrieg Bop enthält den Schlachtruf „Hey ho, let’s go!“, der zu einem Slogan und Erkennungszeichen der Band Ramones und ihrer Fans werden sollte. Das wie das gesamte Werk der Band im 4/4-Takt geschriebene Stück beginnt instrumental – unisono gespielte E-Gitarre und E-Bass sowie Schlagzeug – mit den aufsteigend gespielten Akkorden A-Dur, D-Dur und E-Dur. Nach acht Takten setzen Gitarre und Bass kurz aus, und der von Sänger Joey Ramone und Bassist Dee Dee Ramone viermal gemeinsam ausgerufene Schlachtruf beginnt, für die Dauer von zwei Takten begleitet nur von den Trommeln des Schlagzeugs. Nach jeweils einem weiteren Takt setzen Bass und Gitarre nacheinander wieder ein, und nach insgesamt vier Takten beginnt die erste Gesangsstrophe. Die vier Takte mit dem Schlachtruf werden am Ende des Stücks in gleicher Form wiederholt. Laut den Memoiren des jüngeren Bruders von Joey Ramone, Mickey Leigh, war dieser bei den Aufnahmen zum Album Ramones unter anderem als Hintergrundsänger von Blitzkrieg Bop beteiligt, wurde aber auf keiner der Veröffentlichungen des Stücks namentlich erwähnt.
Als Promotionsmaßnahme für die Single-Auskopplung mit Blitzkrieg Bop setzte die Plattenfirma Sire Records Miniatur-Baseballschläger ein, die bei Konzerten der Band Ramones ans Publikum verteilt wurden. Die Werbegeschenke trugen als Aufschrift Ramones: A Hit On Sire Records in den USA, beziehungsweise Blitzkrieg Bop in Großbritannien.
Band-Biograph Everett True stuft Blitzkrieg Bop ein als „einen der eingängigsten Songs unter allen Liedern der Punk-Ära“. Der Schlachtruf Hey ho, let’s go! wurde in den 1990er Jahren von der Baseball-Mannschaft New York Yankees übernommen und wurde vor ihren Heimspielen im Yankee-Stadion abgespielt. Im Sommer des Jahres 1991 war Blitzkrieg Bop die erste Komposition der Band Ramones, die in einem Werbespot verwendet wurde – vom US-Brauereikonzern Anheuser-Busch Companies, um im US-Fernsehen für deren Biermarke Budweiser Bud Light zu werben. Die Lizenzeinnahmen der Band für die Verwendung des Stücks beliefen sich auf etwa 100.000 US $. Blitzkrieg Bop ist auch Bestandteil des Soundtracks der Videospiele Rock Band und Tony Hawk’s Pro Skater 3.

### Beat on the Brat
Beat on the Brat ist das einzige Stück auf dem Album, dessen Text nicht in der Erste-Person-Perspektive geschrieben ist. Joey Ramone gab an, zu der Komposition durch die Beobachtung verzogener Kinder auf einem Spielplatz in seiner Nachbarschaft in Forest Hills im New Yorker Stadtbezirk Queens inspiriert worden zu sein. Diese Kinder strapazierten die Nerven des Sängers derart, dass er daran dachte, sich ihrer mittels eines Baseballschlägers zu entledigen. Der Akkordwechsel in Beat on the Brat ist dem 1968 erschienenen Bubblegum-Charts-Hit Yummy Yummy Yummy der Band Ohio Express entlehnt.

### Judy Is a Punk
Judy Is a Punk gilt – nach The Punk and the Godfather von The Who auf dem Album Quadrophenia (1973) – als das zweite Musikstück in der Geschichte der Rockmusik, dessen Titel das Wort „Punk“ enthält. Der 1974 entstandene Songtext beschreibt zwei jugendliche Straftäter, die beide nach Berlin und San Francisco ausreißen – letzteres, um sich der terroristischen Vereinigung SLA anzuschließen – und die dabei womöglich ums Leben kommen. Die zwischen den insgesamt drei Strophen eingefügten Zeilen “Second verse, same as the first” beziehungsweise “Third verse, different from the first” (deutsch: „Zweite Strophe dieselbe wie die erste“ und „Dritte Strophe anders als die erste“) sind direkt kopiert aus dem Stück I’m Henry the VIII, I Am, im Jahr 1965 in den USA ein Nummer-eins-Hit der Band Herman’s Hermits. Diese Zeilen sind ein für die Songtexte der Band Ramones ungewöhnlicher Bruch in der Erzählperspektive – sie sind Fiktion, die aus dem Handlungsrahmen ausbricht, um sich selbst als Fiktion darzustellen. Nicholas Rombes beschreibt diese Metaperspektive in seiner Analyse des Albums als „sowohl Zeile in einem Lied als auch Liedzeile über eine Zeile in einem Lied“.
Mit einer Spieldauer von einer Minute und 32 Sekunden ist Judy Is a Punk das kürzeste Stück auf dem Album Ramones und eine der kürzesten Kompositionen der Band überhaupt (in der Studio-Version; bei ihren Live-Auftritten spielte die Band ihr Repertoire grundsätzlich in höherem Tempo. Siehe auch den Artikel über das Ramones-Live-Album It’s Alive).

### I Wanna Be Your Boyfriend
Das langsamste und einzige romantisch gefärbte Stück auf dem Album wurde von Tommy Ramone komponiert und ist das einzige auf Ramones, dessen Text keine Spuren von Humor und Ironie oder von Gewaltdarstellung erkennen lässt. Das Lied, das wie eine Hommage an Liebeslieder in der Popmusik der 1960er Jahre wirkt, enthält Chorgesang von Produzent Craig Leon und Toningenieur Rob Freeman sowie Elemente von Glockenspiel. Auf der Aufnahme für das Debütalbum spielte Gitarrist Johnny Ramone anstelle des von ihm hauptsächlich eingesetzten E-Gitarrenmodells Mosrite Ventures II eine Fender Stratocaster. Nach Aussage von Dee Dee Ramone hatten die Bay City Rollers Interesse gezeigt, eine eigene Version von I Wanna Be Your Boyfriend aufzunehmen, was jedoch nicht verwirklicht wurde.

### Chainsaw
Das Stück ist von der Vorliebe der Band Ramones für Horrorfilme, namentlich dem US-Horrorfilm von 1974, The Texas Chain Saw Massacre inspiriert, der auch im Songtext mehrfach genannt wird. Anders als der Songtitel angibt ist das im Intro des Stücks zu hörende Werkzeug keine Kettensäge (Chainsaw), sondern eine Kreissäge.

### Now I Wanna Sniff Some Glue
Der nur aus vier Zeilen bestehende minimalistische Liedtext handelt von jugendlicher Langeweile und vom Inhalieren der in Klebstoff enthaltenen Lösungsmitteldämpfe. Auf die Frage nach der Authentizität des Textes antwortete Dee Dee Ramone in einem Interview: „Ich hoffe, niemand denkt, dass wir wirklich Klebstoff schnüffeln. Ich habe damit aufgehört als ich acht [Jahre alt] war.“
Mit Now I Wanna Sniff Some Glue schaffte es die Band Ramones 1976 erstmals, außerhalb der USA in die Schlagzeilen der Tagespresse zu kommen – auf die Titelseite einer schottischen Tageszeitung. Am 19. August 1976 titelte die Glasgow Evening Times unter einer Abbildung des Plattencovers: “Glue Sniff Disc Shocker” (deutsch: „Klebeschnüffel-Plattenschocker“). Das Blatt berichtete über die Bestrebungen des schottischen Parlamentsmitglieds James Dempsey, den Verkauf des Albums Ramones verbieten zu lassen, nachdem es in Glasgow zu einigen Todesfällen unter Jugendlichen infolge der Inhalation von Klebstoffdämpfen gekommen war. Wie sich herausstellte, standen diese in keinem Zusammenhang mit dem Lied der Band Ramones.
Nach mehreren Stücken der Band, deren Titel mit „I Don’t Wanna … “ (deutsch: „Ich will nicht … “) beginnt, bezeichnete Tommy Ramone Now I Wanna Sniff Some Glue als „das erste positive Lied, das wir geschrieben haben“.
Nach dem Song Now I Wanna Sniff Some Glue benannte sich eines der ersten und der bekanntesten Punk-Fanzines, das im September 1976 erstmals erschienene britische Sniffin’ Glue des Londoner Bankangestellten Mark Perry.

### I Don’t Wanna Go Down to the Basement
Ein weiteres von Horrorfilmen inspiriertes minimalistisches Stück, dessen gesamter Text lediglich aus drei Zeilen besteht, das auf nur drei Dur-Akkorden aufbaut, und das mit einer Spieldauer von zwei Minuten und 35 Sekunden das längste Stück auf dem Album ist.

### Loudmouth
Loudmouth (deutsch: „Großmaul“) ist mit sechs Dur-Akkorden das harmonisch komplexeste Stück auf dem Album. Sein Text besteht – je nach Lesart und Interpunktion – nur aus einer einzigen Zeile oder aus vier sehr kurz gefassten Zeilen.

### Havana Affair
Havana Affair ist vom Comic-Strip Spy vs. Spy (in der deutschsprachigen Version: Spion & Spion) des kubanischstämmigen Zeichners Antonio Prohias der satirischen Zeitschrift Mad inspiriert und schildert ironisch die Geschichte eines kubanischen Bananenpflückers, der zum CIA-Spion ausgebildet wurde. Die Studioaufnahme für das Debütalbum wurde von Mickey Leigh und Craig Leon um Perkussions-Effekte erweitert, was in den Begleittexten zu den Veröffentlichungen des Albums unerwähnt blieb.

### Listen to My Heart
Der Song ist einer der ersten von vielen im Repertoire der Band Ramones, der sich aus einer ironisch-pessimistischen Perspektive mit scheiternden oder bereits gescheiterten menschlichen Liebesbeziehungen auseinandersetzt.

### 53rd & 3rd

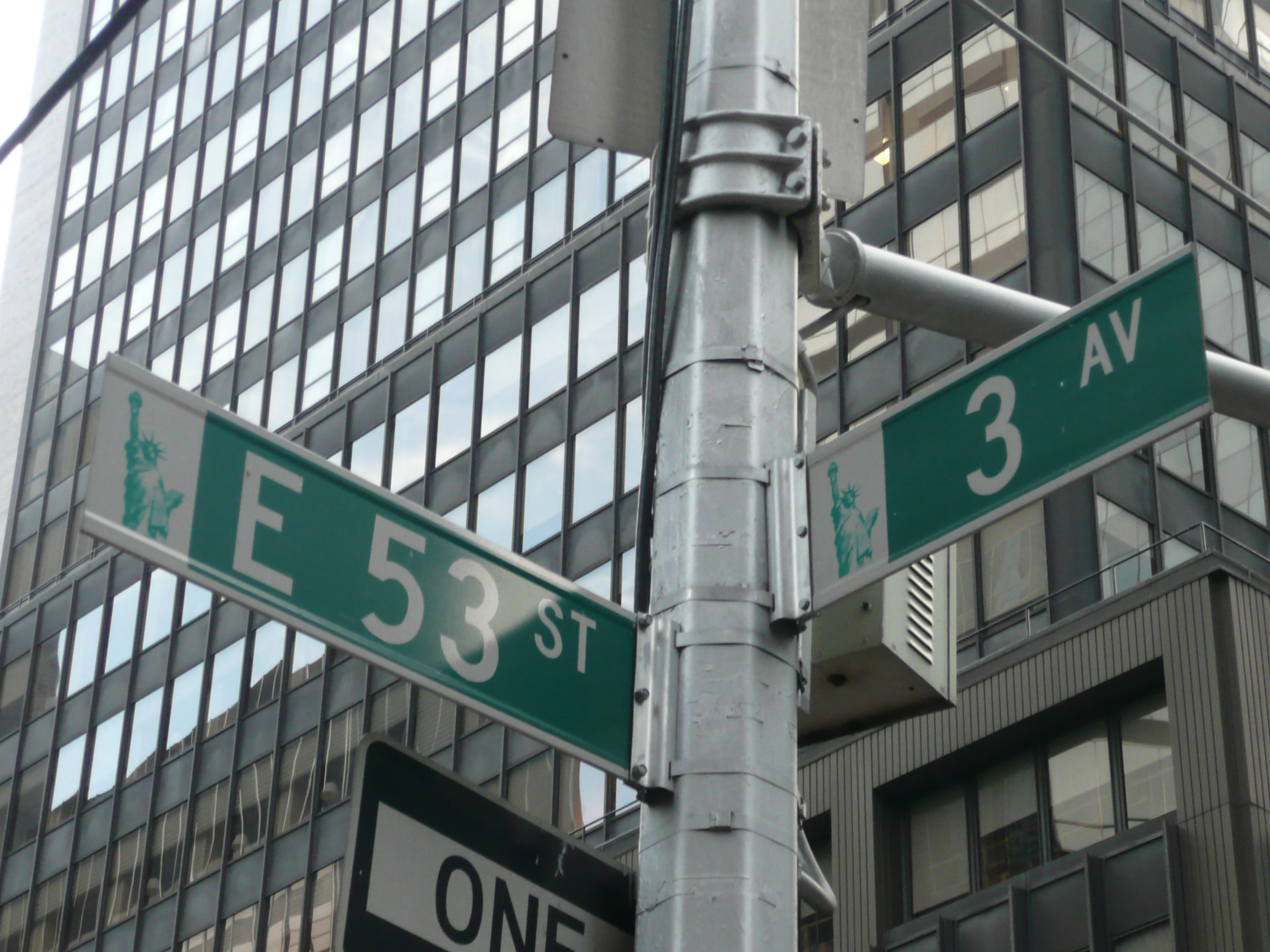
Straßenschilder an der Kreuzung von East 53rd Street und Third Avenue in Midtown Manhattan

Der Text dieser Komposition von Dee Dee Ramone handelt von einem männlichen Prostituierten („Strichjunge“), der auf dem Straßenstrich in Midtown Manhattan, an der Ecke Dreiundfünfzigste Straße (53rd Street) und Third Avenue vergeblich auf Freier wartet, weil er zu bedrohlich auftritt. Als er schließlich dennoch einen Kunden bekommt, ermordet er ihn mit einem Rasiermesser, um zu beweisen nicht homosexuell zu sein.
Über die Authentizität und autobiografische Färbung des Songtextes existieren widersprüchliche Aussagen, sowohl vom Autor selbst als auch von seinen Zeitgenossen. In einigen Interviews bezeichnete Dee Dee Ramone das Stück als autobiografisch: „Das Lied spricht für sich selbst; alles was ich schreibe ist autobiografisch und sehr real. Anders kann ich gar nicht schreiben.“, während er in anderen Gesprächen den autobiografischen Charakter des Textes abstreitet. Der Buchautor Legs McNeil behauptete hingegen mehrfach in Interviews, er habe den Musiker an dieser damals in Manhattan als Straßenstrich bekannten Straßenecke herumstehen sehen. Band-Manager Danny Fields unterstützte diese Aussage indirekt mit den Worten, er könne sich nicht vorstellen, dass Dee Dee Ramone jemals als Vollzeit-Stricher tätig gewesen sei.
53rd & 3rd ist das erste Stück im Repertoire der Band Ramones mit einem Beitrag des Bassisten als Sänger der Ersten Stimme. Er singt die Strophe des Liedes, in welcher der Mord erwähnt wird.

### Let’s Dance
Im Stück Let’s Dance, eine Interpretation der Komposition von Chris Montez aus dem Jahr 1962 und die einzige Coverversion auf dem Album, spielt Craig Leon die im Plaza-Sound-Studio befindliche Wurlitzer-Kinoorgel, zu hören in den letzten Takten des Stücks.

### I Don’t Wanna Walk Around With You
I Don’t Wanna Walk Around With You besteht aus nur zwei Zeilen Text und drei Dur-Akkorden. Es ist eine der frühesten gemeinsamen Kompositionen der Bandmitglieder. Laut Johnny Ramone wurde das Lied gleich bei der allerersten Probe der Band Anfang des Jahres 1974 geschrieben; zusammen mit einem ähnlichen, bisher von der Band unveröffentlichten Stück, I Don’t Wanna Get Involved With You. Auf der 1994 als Compact Disc erschienenen EP des ehemaligen Ramones-Bassisten Dee Dee Ramone, Dee Dee Ramone I.C.L.C., ist ein Stück mit dem Titel I Don’t Wanna Get Involved With You enthalten. Die Annahme, es handle sich bei diesem Lied, als dessen alleiniger Autor Dee Dee Ramone genannt wird, um die frühe Ramones-Komposition gleichen Titels, erscheint naheliegend.

### Today Your Love, Tomorrow the World
Beim Einspielen des letzten Stücks auf dem Album kam es zu Konflikten zwischen der Band und Sire-Eigentümer Seymour Stein. Titel und Text des Liedes, geschrieben von dem in Deutschland aufgewachsenen Dee Dee Ramone, enthalten satirisch gemeinte Bezüge auf den Nationalsozialismus. Der Liedtext enthält unter anderem die Zeile “I’m a Nazi baby; I’m a Nazi yes I am. I’m a Nazi shatzi, y’know I fight for the Fatherland”. Stein, jüdischen Glaubens, hielt dies zunächst für inakzeptabel – obwohl Joey Ramone, der die Textzeile sang, selbst Jude war und die Liedzeile nicht für anstößig hielt. Stein erklärte, dass ihn der Songtext persönlich verstört hatte. Er konnte jedoch davon überzeugt werden, dass die Nazi-Referenzen satirisch gemeint waren und stimmte schließlich einer Veröffentlichung des Stücks auf dem Album zu. Die Bandmitglieder entschärften einige Stellen des Liedtextes für die Albumversion; bei Live-Auftritten – die Band spielte das Stück regelmäßig als letztes Lied ihres Live-Programms – wurde der Originaltext beibehalten.
Legs McNeil und Dick Porter interpretieren in ihren Büchern über die Band Today Your Love, Tomorrow the World als Versuch der Band, der „Nettigkeit“ der 1970er Jahre (nach McNeils Ansicht besonders prominent dargestellt durch das Smiley-Symbol) etwas Absurdes entgegenzusetzen und auszudrücken „wir weigern uns, nett zu sein“ beziehungsweise „wir wollen schockieren“. Mickey Leigh weist in seiner Biographie seines älteren Bruders Joey Ramone darauf hin, dass das Lied ein „schwächliches deutsches Kind“ karikiere und einen Einblick in „die typische Geisteshaltung eines Mitglieds der Hitlerjugend“ geben solle, „brillant in zwei Zeilen zusammengefasst“.

## Titelliste
Alle Kompositionen von der Band Ramones, wenn nicht anders angegeben.

### Erstauflage 1976
1. Blitzkrieg Bop – 2:14
2. Beat on the Brat – 2:31
3. Judy Is a Punk – 1:32
4. I Wanna Be Your Boyfriend – 2:24
5. Chain Saw – 1:56
6. Now I Wanna Sniff Some Glue – 1:35
7. I Don’t Wanna Go Down to the Basement – 2:38
8. Loudmouth – 2:14
9. Havana Affair – 1:56
10. Listen to My Heart – 1:58
11. 53rd & 3rd – 2:21
12. Let’s Dance (Jim Lee) – 1:51
13. I Don’t Wanna Walk Around With You – 1:42
14. Today Your Love, Tomorrow the World – 2:12

### Zusätzliche Titel auf der Wiederveröffentlichung 2001
1. I Wanna Be Your Boyfriend[Anm. 1] – 1:43
2. Judy Is a Punk[Anm. 1] – 1:37
3. I Don’t Care[Anm. 2] – 1:55
4. I Can’t Be[Anm. 2][Anm. 3] – 1:57
5. Now I Wanna Sniff Some Glue[Anm. 2] – 1:42
6. I Don’t Wanna Be Learned/I Don’t Wanna Be Tamed[Anm. 2][Anm. 3] – 1:03
7. You Should Never Have Opened That Door[Anm. 2] – 1:54
8. Blitzkrieg Bop[Anm. 4] – 2:12

Anmerkungen
1. 1 2  Demo-Aufnahme, produziert von Marty Thau, aufgenommen am 19. September 1975 in den 914 Studios, New York City
2. 1 2 3 4 5  Demo-Aufnahme, produziert von T. Erdélyi, aufgenommen in den Performance Studios, New York City. Toningenieur: Jack Malken
3. 1 2  Zuerst veröffentlicht auf dem Sampler Ramones – All The Stuff (And More) Volume One, Sire Records/Warner Bros. Records 1990
4. ↑  Single-Version, Juli 1976

## Single-Auskopplungen
- Blitzkrieg Bop/Havana Affair (Juli 1976, Sire 6078 601)[88]
- In einigen Ländern wurde zusätzlich I Wanna Be Your Boyfriend als Single veröffentlicht.

## Coverversionen
Von den Kompositionen auf dem Album Ramones existiert eine Vielzahl von Coverversionen; darunter einige von erfolgreichen Rockbands wie Metallica, Red Hot Chili Peppers und U2, deren Mitglieder sich zum Teil auf die Band Ramones als musikalischen Einfluss berufen. Neben Neuinterpretationen der Lieder von Ramones in verschiedenen Stilformen des Rock-Genres wie Heavy Metal und Rockabilly wurden die Stücke des Albums auch in anderen Musikstilen interpretiert – so zum Beispiel als Bossa Nova, als Dub Reggae und als Wiegenlieder für Kinder (Lullaby).

### Rockmusik-Versionen
Die Toten Hosen nahmen für ihr 1991 veröffentlichtes Punk-Tribut-Album Learning English Lesson One eine Version von Blitzkrieg Bop auf, bei der Joey Ramone und Richard Manitoba von den The Dictators als Sänger mitwirkten.
Auf dem 1991 erschienenen Ramones-Tribut-Album Gabba Gabba Hey befinden sich insgesamt fünf Coverversionen vom Album Ramones:
- Blast – Now I Wanna Sniff Some Glue
- Creamers – 53rd & 3rd
- Flesh Eaters – I Don’t Wanna Go Down To The Basement
- Motorcycle Boy – Loudmouth
- Pigmy Love Circus – Beat on the Brat

Im Jahr 1992 nahm die US-Punkband Screeching Weasel eine eigene Fassung des gesamten Debütalbums der Band Ramones auf und veröffentlichte die Coverversionen als Album unter eigenem Namen, ebenfalls mit dem Titel Ramones. Die Reihenfolge der Stücke des Originals wurde beibehalten. Auf dem Foto der Albumhülle stellen die Mitglieder von Screeching Weasel das Hüllenfoto des Ramones-Albums nach.
Für sein im Jahr 2000 erschienenes Soloalbum Greatest & Latest nahm Ex-Bandmitglied Dee Dee Ramone neue Versionen von Ramones-Kompositionen auf, darunter die Lieder Blitzkrieg Bop und Beat on the Brat vom Album Ramones. Auf seinem 2003 postum veröffentlichten Live-Album Too Tough to Die Live in NYC befindet sich eine Version von 53rd & 3rd.
Das 2003 erschienene Ramones-Tribut-Album We’re a Happy Family enthält fünf Coverversionen von Liedern des Debütalbums:
- Metallica – 53rd & 3rd
- Red Hot Chili Peppers – Havana Affair
- U2 – Beat on the Brat
- Rob Zombie – Blitzkrieg Bop
- Pete Yorn – I Wanna Be Your Boyfriend

### Andere Musikgenres
- Eine von einem Kinderchor gesungene Fassung von Blitzkrieg Bop ist auf dem 2006 vom Plattenlabel Go-Kart Records herausgebrachten Ramones-Tribut-Album Brats On The Beat: Ramones For Kids enthalten.[93]

- Tommy Ramone spielte mit seinem Bluegrass-Duo Uncle Monk bei Live-Auftritten regelmäßig eine Akustikgitarren-Fassung seiner eigenen Komposition I Wanna Be Your Boyfriend.

- Im Jahr 2007 erschien bei Baby Rock Records das Album Rockabye Baby! Lullaby Renditions of the Ramones. Darauf befinden sich Wiegenlied-Versionen von Blitzkrieg Bop, Beat on the Brat und  Judy Is a Punk, instrumentiert unter anderem mit Glockenspiel und Akkordeon.